# Тишівці (гміна)
Гміна Тишівці (пол. Gmina Tyszowce) — місько-сільська гміна у східній Польщі. Належить до Томашівського повіту Люблінського воєводства.
Станом на 31 грудня 2011 у гміні проживало 6037 осіб.

## Площа
Згідно з даними за 2007 рік площа гміни становила 129.48 км², у тому числі:
- орні землі: 81.00 %
- ліси: 11.00 %

Таким чином, площа гміни становить 8.71 % площі повіту.

## Населення
Станом на 31 грудня 2011:
| Опис     | Загалом | Загалом | Чоловіки | Чоловіки | Жінки | Жінки |
| -------- | ------- | ------- | -------- | -------- | ----- | ----- |
| одиниця  | осіб    | %       | осіб     | %        | осіб  | %     |
| все      | 6037    | 100     | 2982     | 49.40    | 3055  | 50.60 |
| міське   | 2209    | 100     | 1092     | 49.43    | 1117  | 50.57 |
| сільське | 3828    | 100     | 1890     | 49.37    | 1938  | 50.63 |

## Сусідні гміни
Гміна Тишівці межує з такими гмінами: Вербковичі, Комарув-Осада, Лащув, Мірче, Мйончин, Рахане.